# Pseudolembosia
Pseudolembosia — рід грибів родини Parmulariaceae. Назва вперше опублікована 1913 року.

## Класифікація
Згідно з базою MycoBank до роду Pseudolembosia відносять 6 офіційно визнаних видів:
- Pseudolembosia dominicana
- Pseudolembosia geographica
- Pseudolembosia lenticularis
- Pseudolembosia magnahypha
- Pseudolembosia magnifica
- Pseudolembosia orbicularis